# Семпере
Семпере, Сан-Пере (ісп. Sempere (офіційна назва), валенс. Sant Pere) — муніципалітет в Іспанії, у складі автономної спільноти Валенсія, у провінції Валенсія. Населення — 36 осіб (2010).

## Географія
Муніципалітет розташований на відстані близько 320 км на південний схід від Мадрида, 60 км на південь від Валенсії.

## Демографія
Динаміка населення (INE ):

## Галерея зображень

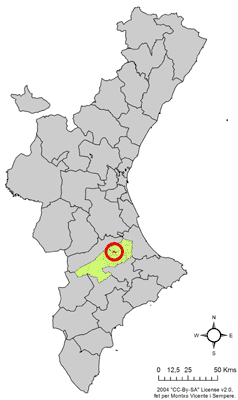
Розташування муніципалітету Семпере у автономній спільноті Валенсія
Розташування муніципалітету Семпере у комарці Вальє-де-Альбайда